# 山川菊栄賞
山川菊栄賞（やまかわきくえしょう）は、かつて存在した日本の学術賞。1980年に没した山川菊栄を記念するため、翌年に発足、2014年度・第34回で休止した。正式名称は山川菊栄記念婦人問題研究奨励金といい、山川菊栄記念会が主宰した。基金の原資は、遺族から寄せられた寄付金。賞金20万円。
発起人は、石井雪枝、菅谷直子、田中寿美子。対象は婦人問題の研究・調査などに実績を示した個人またはグループ。設立趣意書・山川菊栄記念会規約には受賞者の性別規定はないが、2007年度推薦・公募のお願いには「原則として女性・女性グループを対象とします」とあり、実際にも第6回と第24回を除き受賞者は個人・グループを問わずすべて女性であった。山川菊栄記念会が選定した選考委員会が選考した。なお選考委員には男性もいた。

## 受賞者一覧
- 第1回（1981年度） 柴田博美、冨澤真理子、星野弓子、山田敬子
「山川菊栄の研究報告」（婦人問題懇話会会報」 No.34）
- 第2回（1981年度） 鈴木裕子
『山川菊栄集』全10巻（別巻1巻、岩波書店）の編集・解説
- 第3回(1983年度） 福井美津子
ポール・デザルマン原著『異文化の女性たち』（新評論）　全国書誌番号:84018197 、ジセール・アリミ原著『女性が自由を選ぶとき』（青山館）の翻訳　全国書誌番号:84033451
- 第4回（1984年度） 亀山美知子『近代日本看護史1』（ドメス出版）　全国書誌番号:84002736　、亀山美知子『近代日本看護史2』（ドメス出版）全国書誌番号:85015744
- 第5回（1985年度） 女たちの現在を問う会 加納実紀代
『銃後史ノート』第1号～第10号（JCA出版）
- 第6回（1986年度） 粟津キヨ『光に向かって咲け　斎藤百合の生涯』（岩波新書）[3]
グレゴリー・M・フルーグフェルダー『政治と台所』（ドメス出版）全国書誌番号:86038514
- 第7回（1987年度） 李順愛、崔映淑、金静伊
李効再（朝鮮語版）原著『分断時代の韓国女性運動』（御茶の水書房）の共同翻訳　ISBN　4-275-00747-6
- 第8回（1988年度） 金栄、梁澄子『海を渡った朝鮮人海女』（新宿書房）　ISBN　4-88008-111-6
有賀夏紀『アメリカ・フェミニズムの社会史』（勁草書房）　ISBN　4-326-65090-7
- 第9回（1989年度） 大林道子『助産婦の戦後』（勁草書房）　ISBN　4-326-79863-7[4]
- 第10回 (1990年度） ※該当作・該当者なし
- 第11回(1991年度） 浅倉むつ子『男女雇用平等法論』（ドメス出版）　全国書誌番号:91061002[5]
- 第12回（1992年度） 働くことと性差別を考える三多摩の会編
『女6500人の証言 働く女の胸のうち』（学陽書房）　ISBN　4-313-84048-6
- 第13回（1993年度） 大沢真理『企業中心社会を超えて』（時事通信社）[6]、善積京子『婚外子の社会学』（世界思想社）[6]
- 第14回（1994年度） 落合恵美子『21世紀家族へ』（有斐閣）
- 第15回（1995年度） ウィメンズセンター大阪『女の月経、女のからだ 子宮内膜症とは』（ウィメンズセンター大阪）
- 第16回（1996年度） 浅野千恵『女はなぜやせようとするのか 摂食障害とジェンダー』（剄草書房）[7]、森川万智子『文玉珠 ビルマ戦線楯師団の「慰安婦」だった私』（梨の木舎）[7]
- 第17回（1997年度） 藤目ゆき『性の歴史学 公娼制度・堕胎罪体制から売春防止法・優生保護法体制へ』（不二出版）[8]
- 第18回（1998年度） 春日キスヨ『介護とジェンダー男が看とる 女が看とる』（家族社）[9]
- 第19回（1999年度） 田村雲供『近代ドイツ女性史 市民社会・女性・ナショナリズム』（阿吽社）
- 第20回（2000年度） 柘植あづみ『文化としての生殖技術』（松籟社）
- 第21回（2001年度） 天野寛子『戦後日本の女性農業者の地位』（ドメス出版）
  - 特別賞「戦争と女性への暴力」日本ネットワーク『日本軍性奴隷制を裁く―2000年「女性国際戦犯法廷」の記録』全5巻（緑風出版）
- 第22回（2002年度） 戒能民江『ドメスティック・バイオレンス』（不磨書房）[10]
- 第23回（2003年度） 三宅義子『女性学の再創造』（ドメス出版）[11]
- 第24回（2004年度） 「性暴力の視点からみた日中戦争の歴史的性格」研究会
対象作品：石田米子・内田行知編『黄土の村の性暴力―大娘（ダーニャン）たちの戦争は終わらない』（創土社）
- 第25回（2005年度） 森ます美『日本の性差別賃金』（有斐閣）
- 第26回（2006年度） 糠塚康江『パリテの論理：男女共同参画の技法』（信山社）
- 第27回（2007年度） 中村桃子『「女ことば」はつくられる』（ひつじ書房）[12][13]
- 第28回（2008年度） ※該当作・該当者なし
- 第29回（2009年度） 西倉実季『顔にあざのある女性たち―「問題経験の語り」の社会学』（生活書院）
堀江節子『人間であって人間でなかった―ハンセン病と玉城しげ』（桂書房）
- 第30回（2010年度） 杉浦浩美『働く女性とマタニティ・ハラスメント』（大月書店）
  - 特別賞：富士見産婦人科病院被害者同盟・原告団『富士見産婦人科病院事件 私たちの30年のたたかい』（一葉社）
- 第31回（2011年度） 大橋史恵『現代中国の移住家事労働者―農村・都市関係と再生産労働のジェンダー・ポリティクス』（御茶の水書房）
- 第32回（2012年度） 徐阿貴『在日朝鮮人女性による「下位の対抗的な公共圏」の形成―大阪の夜間中学を核とした運動』（御茶の水書房）
- 第33回（2013年度） 丸山里美『女性ホームレスとして生きる―貧困と排除の社会学』（世界思想社）
- 第34回（2014年度） 平井和子『日本占領とジェンダー―米軍・売買春と日本女性たち』（有志舎）[1][14]、塚原久美『中絶技術とリプロダクティヴ・ライツ―フェミニスト倫理の視点から』（勁草書房）[1]